# Louise Hauffe

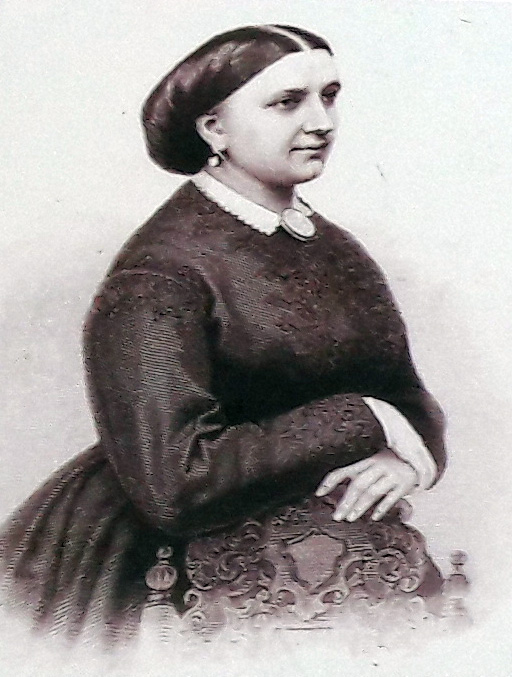
Louise Hauffe

Louise Hauffe (* 2. Januar 1836 in Düben; † 19. März 1882 in Leipzig) war eine deutsche Konzertpianistin.

## Leben

### Kindheit
Louise Hauffe wurde am 2. Januar 1836 in Düben geboren. Ihr bürgerlicher Name war Louise Haufe, ab 1850 nannte sie sich Louise Hauffe. Ihre Mutter war Johanna Friederike Haufe, ihr Vater der Musiker und Leiter einer Musikschule Johann Gottlieb Haufe.

### Musikkarriere
Bereits im Jahr 1849 gab sie im Alter von 13 Jahren ihre ersten Konzerte. Von 1850 bis 1855 studierte sie Klavier, Komposition, Musiktheorie, Musikgeschichte sowie Ensemblespiel am Konservatorium der Musik in Leipzig. Während des Studiums trat sie als Klavierbegleiterin in Erscheinung. Nach dem Studium etablierte sie sich als Solistin und Kammermusikerin. Zwischen 1856 und 1870 trat sie regelmäßig im Leipziger Gewandhaus und anderen Konzertsälen auf. Ein Höhepunkt ihrer Karriere stellten die Konzerte im Winter 1864/1865 in Wien dar, dort spielte sie in den bekannten Hellmesberger Kammermusiksoréen und konzertierte als Solistin mit den Wiener Philharmonikern. Dem Vergleich mit Clara Schumann konnte Louise Hauffe sowohl in Technik als auch der Interpretation standhalten, dies stellte sie in einem gemeinsamen Auftritt im Dezember 1859 mit Clara Schumann und im Oktober 1871 in einem Konzert mit Amalie Joachim in Leipzig unter Beweis. Ein letztes nachgewiesenes öffentliches Konzert fand im Dezember 1871 im Leipziger Riedel'schen Konzertverein statt. Ihr gewidmet sind die wohl 1878 gedruckten drei Bände von Salomon Jadassohns Präludien und Fugen für Pianoforte op. 56.
Zu ihrem Repertoire gehörten klassische und romantische Werke, wie Sonaten mit Violinen oder Violoncello, Klaviertrios, Klavierquartette, Klavierquintette, Klavier- und Cembalokonzerte sowie Solokompositionen namhafter Musiker, mit denen sie auch musizierte.

### Privates
Im Juli 1872 heiratete Louise Hauffe den Leipziger Stadtrat und Musikverleger Raimund Härtel, zog sich nach der Heirat aus dem öffentlichen Konzertleben zurück und engagierte sich am Aufbau und der Pflege eines musikalischen Freundeskreises. Ihr Wohnhaus wurde zu einem Zentrum der musikalischen Elite, indem Johannes Brahms, Elisabeth und Heinrich von Herzogenberg, Clara Schumann und andere Musikgrößen verkehrten. Mit ihrer außergewöhnlichen Karriere als Berufsmusikerin war Louise Hauffe ein Vorbild im Kampf gegen gesellschaftliche Konventionen, die Frauen von der gleichberechtigten Teilhabe am Erwerbsleben ausschlossen. Nach längerer Krankheit starb Louise Hauffe am 19. März 1882 in Leipzig.

## Ehrungen

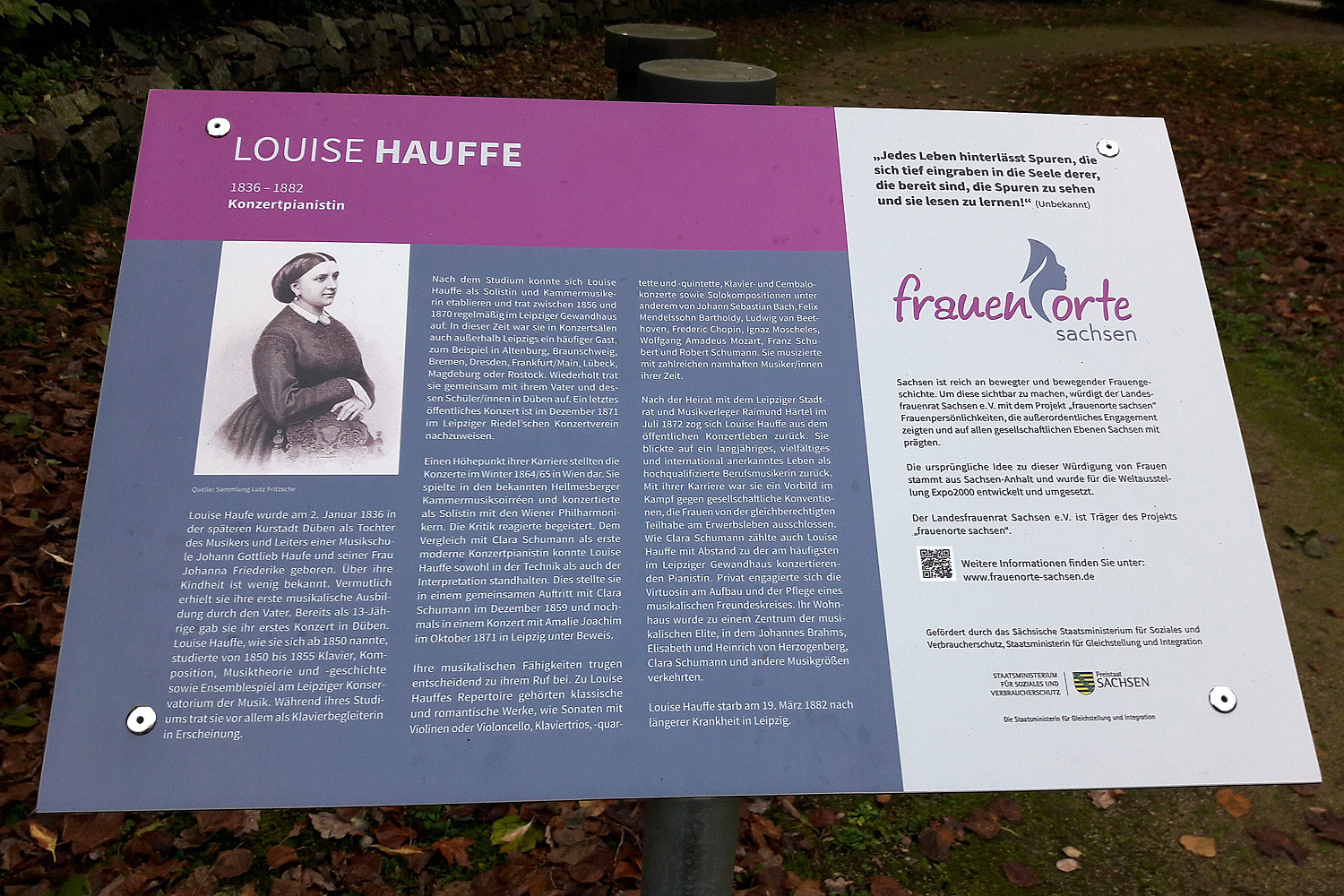
Gedenktafel im Kurpark Bad Düben

Am 28. September 2017 würdigte der Landesfrauenrat Sachsen e.V. mit dem Projekt frauenorte sachsen Louise Hauffe mit einer Stele im Kurpark Bad Düben für ihr außerordentliches Engagement für die Gleichberechtigung von Frauen am Erwerbsleben.